# Ischalis
Ischalis là một chi bướm đêm thuộc họ Geometridae.

## Các loài
- Ischalis cinerea
- Ischalis dugdalei Weintraub & Scoble, 2004
- Ischalis felix
- Ischalis fortinata (Guenée, 1868)
- Ischalis gallaria (Walker, 1860)
- Ischalis nelsonaria (Felder & Rogenhofer, 1875)
- Ischalis ophiopa
- Ischalis palthidata
- Ischalis thermochromata
- Ischalis variabilis (Warren, 1895)
- Ischalis venustula
- Ischalis ziczac